# Sestri Levante
Sestri Levante (latin: Segesta) är en kommun i  storstadsregionen Genua, innan 2015 provinsen Genova,, i regionen Ligurien.  Kommunen hade 18 169 invånare (2018).  och gränsar till kommunerna Casarza Ligure, Lavagna, Moneglia samt Ne.
Under antiken var kallades orten Segesta Tigullorum (eller Tigulliorum), eller Segesta (inte att förväxla med Segesta på Sicilien).